# Chen Jianghua
Chen Jianghua (12 de março de 1989) é um basquetebolista profissional chinês.

## Carreira
Chen Jianghua integrou a Seleção Chinesa de Basquetebol em Pequim 2008, terminando na oitava posição.